# Championnat des Antilles néerlandaises de football 1982
Navigation
Saison précédente Saison suivante
La saison 1982 du Championnat des Antilles néerlandaises de football est la dix-neuvième édition de la Kopa Antiano, le championnat des Antilles néerlandaises. Les deux meilleures équipes d'Aruba et de Curaçao se rencontrent lors d'un tournoi inter-îles, Bonaire n'envoyant aucun club cette saison. 
Les quatre équipes qualifiées s'affrontent en matchs aller-retour à élimination directe.
C'est le CRKSV Jong Holland qui est sacré cette saison après avoir battu l'autre club curacien en finale, le Sport Unie Brion-Trappers. Il s’agit du quatrième titre de champion des Antilles néerlandaises de l’histoire du club.
Le vainqueur de la Kopa Antiano et le finaliste se qualifient pour la Coupe des champions de la CONCACAF 1982.

## Compétition
Le barème utilisé pour établir le classement est le suivant :
- Victoire : 2 points
- Match nul : 1 point
- Défaite : 0 point

### Championnat d'Aruba

#### Phase régulière
| Rang | Équipe               | Pts | J  | G | N | P | Bp | Bc | Diff |
| ---- | -------------------- | --- | -- | - | - | - | -- | -- | ---- |
| 1    | SV DakotaT           | 15  | 11 | 7 | 1 | 3 | 17 | 8  | +9   |
| 2    | SV Estrella          | 14  | 11 | 5 | 4 | 2 | 15 | 12 | +3   |
| 3    | SV Racing Club Aruba | 12  | 11 | 5 | 2 | 4 | 11 | 9  | +2   |
| 4    | SV La Fama           | 13  | 12 | 5 | 3 | 4 | 17 | 13 | +4   |
| 5    | SV Bubali            | 11  | 11 | 4 | 3 | 4 | 14 | 13 | +1   |
| 6    | SV Sportboys         | 11  | 11 | 3 | 5 | 3 | 18 | 17 | +1   |
| 7    | San Luis Deportivo   | 8   | 12 | 3 | 2 | 7 | 13 | 19 | -6   |
| 8    | SC Aruba             | 6   | 11 | 1 | 4 | 6 | 6  | 20 | -14  |

|  | Qualification pour la phase finale               |
|  | Participation au barrage de promotion-relégation |
|  | T : Tenant du titre                              |

#### Phase finale
| Rang | Équipe               | Pts | J | G | N | P | Bp | Bc | Diff |  | Résultats (▼ dom., ► ext.) | Dak | Est | Rac | LaF |
| ---- | -------------------- | --- | - | - | - | - | -- | -- | ---- |  | -------------------------- | --- | --- | --- | --- |
| 1    | SV DakotaT           | 9   | 6 | 3 | 3 | 0 | 7  | 2  | +5   |  | SV DakotaT                 |     | 0-0 | 1-0 | 2-1 |
| 2    | SV Estrella          | 8   | 6 | 2 | 4 | 0 | 8  | 5  | +3   |  | SV Estrella                | 1-1 |     | 1-1 | 2-1 |
| 3    | SV Racing Club Aruba | 7   | 6 | 2 | 3 | 1 | 9  | 5  | +4   |  | SV Racing Club Aruba       | 0-0 | 2-2 |     | 3-1 |
| 4    | SV La Fama           | 0   | 6 | 0 | 0 | 6 | 3  | 15 | -12  |  | SV La Fama                 | 0-3 | 0-2 | 0-3 |     |

|  | Champion d'Aruba 1981 et qualification pour la Kopa Antiano |
|  | Qualification pour la Kopa Antiano                          |
|  | T : Tenant du titre                                         |

### Championnat de Bonaire
- Aucun club bonairien ne se qualifie pour la Kopa Antiano cette saison.

### Championnat de Curaçao

#### Phase régulière
| Rang | Équipe                     | Pts | J  | G  | N  | P  | Bp | Bc | Diff |
| ---- | -------------------------- | --- | -- | -- | -- | -- | -- | -- | ---- |
| 1    | CRKSV Jong Holland         | 29  | 21 | 12 | 5  | 4  | 36 | 16 | +20  |
| 2    | RKSV Scherpenheuvel        | 25  | 21 | 9  | 7  | 5  | 33 | 25 | +8   |
| 3    | Sport Unie Brion-TrappersT | 25  | 21 | 10 | 5  | 6  | 28 | 25 | +3   |
| 4    | RKVFC Sithoc               | 23  | 21 | 8  | 7  | 6  | 19 | 16 | +3   |
| 5    | SV Victory Boys            | 20  | 21 | 5  | 10 | 6  | 20 | 20 | 0    |
| 6    | Union Deportivo Banda Abou | 18  | 21 | 5  | 8  | 8  | 22 | 24 | -2   |
| 7    | CRKSV Jong Colombia        | 17  | 21 | 6  | 5  | 10 | 19 | 28 | -9   |
| 8    | VESTA WillemstadP          | 11  | 21 | 3  | 5  | 13 | 20 | 43 | -23  |

|  | Qualification pour la phase finale                 |
|  | Relégation directe en Twwede Divisie               |
|  | T : Tenant du titre P : Promu de deuxième division |

#### Phase finale
|  | Demi-finales                   | Demi-finales                   | Demi-finales                   | Demi-finales                   |                            |                            | Finale                | Finale                | Finale                | Finale                |
|  |                                |                                |                                |                                |                            |                            |                       |                       |                       |                       |
|  | 21 novembre et 5 décembre 1981 | 21 novembre et 5 décembre 1981 | 21 novembre et 5 décembre 1981 | 21 novembre et 5 décembre 1981 |                            |                            | 9 et 13 décembre 1981 | 9 et 13 décembre 1981 | 9 et 13 décembre 1981 | 9 et 13 décembre 1981 |
|  | Sport Unie Brion-TrappersT     | Sport Unie Brion-TrappersT     | 3                              | 2                              |                            |                            | 9 et 13 décembre 1981 | 9 et 13 décembre 1981 | 9 et 13 décembre 1981 | 9 et 13 décembre 1981 |
|  | Sport Unie Brion-TrappersT     | Sport Unie Brion-TrappersT     | 3                              | 2                              |                            |                            | 9 et 13 décembre 1981 | 9 et 13 décembre 1981 | 9 et 13 décembre 1981 | 9 et 13 décembre 1981 |
|  | RKSV Scherpenheuvel            | RKSV Scherpenheuvel            | 0                              | 1                              |                            |                            | 9 et 13 décembre 1981 | 9 et 13 décembre 1981 | 9 et 13 décembre 1981 | 9 et 13 décembre 1981 |
|  | RKSV Scherpenheuvel            | RKSV Scherpenheuvel            | 0                              | 1                              | Sport Unie Brion-TrappersT | Sport Unie Brion-TrappersT | 0                     | 0                     |                       |                       |
|  | 20 et 25 novembre 1981         |                                |                                |                                | Sport Unie Brion-TrappersT | Sport Unie Brion-TrappersT | 0                     | 0                     |                       |                       |
|  |                                |                                | CRKSV Jong Holland             | CRKSV Jong Holland             | 2                          | 2                          |                       |                       |                       |                       |
|  | RKVFC Sithoc                   | RKVFC Sithoc                   | CRKSV Jong Holland             | CRKSV Jong Holland             | 2                          | 2                          | 0                     | 1                     |                       |                       |
|  | RKVFC Sithoc                   | RKVFC Sithoc                   |                                |                                |                            |                            |                       | 1                     |                       |                       |
|  | CRKSV Jong Holland             | CRKSV Jong Holland             | 2                              | 3                              |                            |                            |                       |                       |                       |                       |
|  | CRKSV Jong Holland             | CRKSV Jong Holland             | 2                              | 3                              |                            |                            |                       |                       |                       |                       |

- Le Sport Unie Brion-Trappers et le CRKSV Jong Holland se qualifient pour la Kopa Antiano.

### Kopa Antiano
|  | Demi-finales              | Demi-finales              | Demi-finales       | Demi-finales       |                           |                           | Finale             | Finale             | Finale             | Finale             |
|  |                           |                           |                    |                    |                           |                           |                    |                    |                    |                    |
|  | 7 et 14 mars 1982         | 7 et 14 mars 1982         | 7 et 14 mars 1982  | 7 et 14 mars 1982  |                           |                           | 21 et 26 mars 1982 | 21 et 26 mars 1982 | 21 et 26 mars 1982 | 21 et 26 mars 1982 |
|  | SV Dakota                 | SV Dakota                 | 2                  | 1                  |                           |                           | 21 et 26 mars 1982 | 21 et 26 mars 1982 | 21 et 26 mars 1982 | 21 et 26 mars 1982 |
|  | SV Dakota                 | SV Dakota                 | 2                  | 1                  |                           |                           | 21 et 26 mars 1982 | 21 et 26 mars 1982 | 21 et 26 mars 1982 | 21 et 26 mars 1982 |
|  | Sport Unie Brion-Trappers | Sport Unie Brion-Trappers | 2                  | 2                  |                           |                           | 21 et 26 mars 1982 | 21 et 26 mars 1982 | 21 et 26 mars 1982 | 21 et 26 mars 1982 |
|  | Sport Unie Brion-Trappers | Sport Unie Brion-Trappers | 2                  | 2                  | Sport Unie Brion-Trappers | Sport Unie Brion-Trappers | 1                  | 1                  |                    |                    |
|  | 7 et 14 mars 1982         |                           |                    |                    | Sport Unie Brion-Trappers | Sport Unie Brion-Trappers | 1                  | 1                  |                    |                    |
|  |                           |                           | CRKSV Jong Holland | CRKSV Jong Holland | 1                         | 4                         |                    |                    |                    |                    |
|  | CRKSV Jong Holland        | CRKSV Jong Holland        | CRKSV Jong Holland | CRKSV Jong Holland | 1                         | 4                         | 3                  | 2                  |                    |                    |
|  | CRKSV Jong Holland        | CRKSV Jong Holland        |                    |                    |                           |                           |                    | 2                  |                    |                    |
|  | SV Estrella               | SV Estrella               | 1                  | 1                  |                           |                           |                    |                    |                    |                    |
|  | SV Estrella               | SV Estrella               | 1                  | 1                  |                           |                           |                    |                    |                    |                    |

## Bilan de la saison
| Championnat des Antilles néerlandaises de football 1982 |                               |
| Champion                                                | CRKSV Jong Holland (4e titre) |
| Qualifications continentales                            |                               |
| Coupe des champions de la CONCACAF 1982                 | CRKSV Jong Holland            |
| Coupe des champions de la CONCACAF 1982                 | Sport Unie Brion-Trappers     |
| Promotions et relégations                               |                               |
| Promus en Kopa Antiano                                  | Aucun                         |
| Relégués                                                | Aucun                         |